# Breinigerberg
Breinigerberg is sinds 1972 een statisch stadsdeel van Stolberg (Rheinland), Duitsland met 971 inwoners (stand 31 december 2005).
De autoweg L12 verbindt het dorp met het in het westen ligende Breinig en de in het oosten liggende kruising Nachtigällchen ten westen van Mausbach. Ten oosten van Breinigerberg bevindt zich de Stolberger Stadtwald en het natuurgebied Schlangenberg, dat vroeger een erts groeve (zie straat „Bleiweg“) was. In een van de gebouwen van de Hauptschule bevindt zich het informatie-centrum Schlangenberg.
Ten noorden van Breinigerberg liggen meerdere natuurgebieden, die vroeger steengroeven waren.
In het gebouw van de Hauptschule, die in 1988 gesloten werd, bevindt zich nu de jeugdclub Remember. In het dorp bevinden zich twee sportvelden.

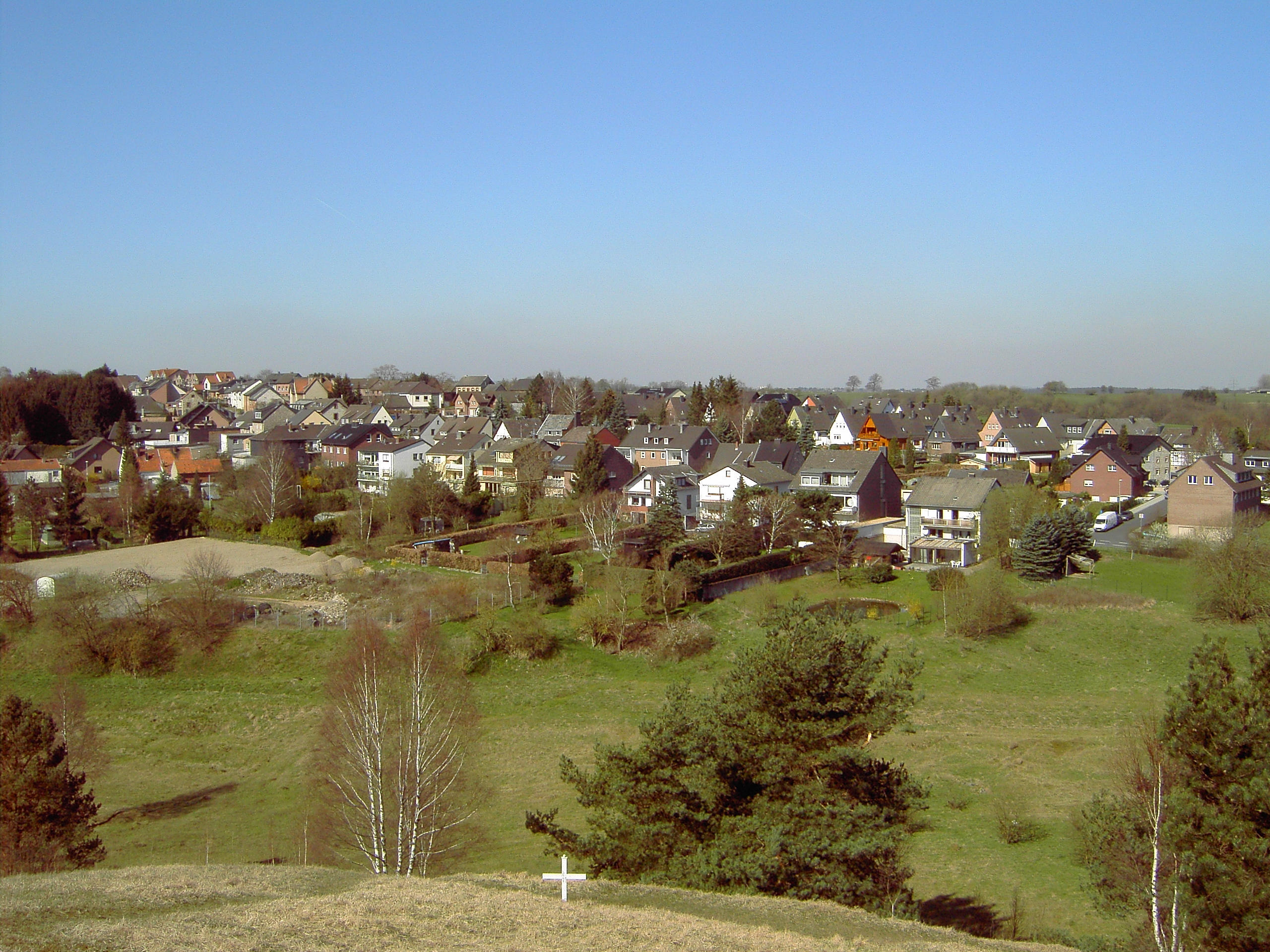
Breinigerberg